# Trey Lee

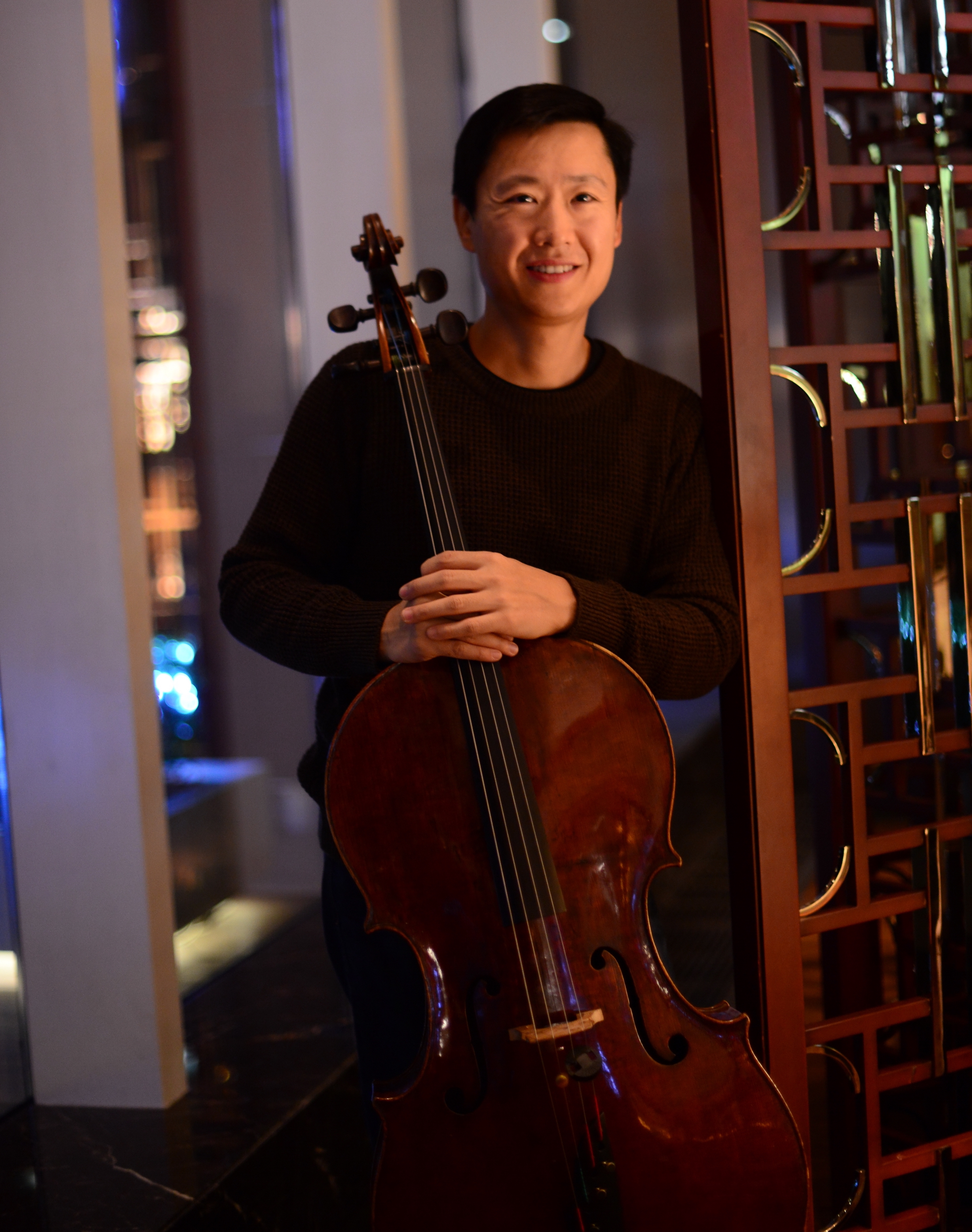
Trey Lee (2014)

Trey Chui-yee Lee (* 7. März 1973 in Hongkong) ist ein chinesisch-kanadischer Cellist.
Lee besuchte das Pre-College der Juilliard School und studierte am New England Conservatory, an der  Escuela Superior de Música Reina Sofia in Madrid und an der Hochschule für Musik und Tanz Köln. Seine Lehrer waren u. a. Frans Helmerson, Laurence Lesser, Bernard Greenhouse und Ardyth Alton. Daneben absolvierte er ein Wirtschaftsstudium an der Harvard University. Er ist der erste aus Asien stammende Cellist, der die International Antonio Janigro Cello Competition gewann. Er wurde in der Reihe Outstanding Young Chinese Musicians von Radio Television Hong Kong vorgestellt, und der Corriere Della Sera führte ihn neben Lang Lang, Yundi Li und Yuja Wang als einen der vier bedeutendsten jungen Musiker Chinas auf.
Als Solist trat Lee mit namhaften Orchestern unter der Leitung von Dirigenten wie Wladimir Aschkenasi, Leonard Slatkin, Mikko Franck, Vassily Sinaisky, Yuri Bashmet, Hannu Lintu und Bright Sheng auf; Kammermusikpartner waren u. a. Julia Fischer, Vilde Frang, Pekka Kuusisto und Alexander Sitkowetski. Er nahm an internationalen Festivals (u. a. Seoul Spring und Australian Festival of Chamber Music) teil und hatte Auftritte in der Carnegie Hall, am Teatro Dal Verme in Mailand, am Lincoln Center und im Concertgebouw Amsterdam. Beim Label EMI veröffentlichte er mehrere CDs u. a. mit Bright Shengs The Blazing Mirage und Wang Lipings The Dream of the Red Chamber Capricco.
Lee ist Gründungsdirektor und künstlerischer Leiter der Musicus Society und gründete 2013 das Musicus Fest. Als Botschafter der UNICEF in Hongkong trat er zum Auftakt des The IMAGINE Project 2014 neben Yoko Ono, Hugh Jackman und anderen vor der Generalversammlung der Vereinten Nationen auf. Er spielte vor den First Nations in Kanada und gab ein Benefizkonzert zu Gunsten der House of Hope Foundation des südafrikanischen Bürgerrechtlers Denis Goldberg. Mit der Pianistin Angela Park, der Geigerin Elissa Lee und der Bratschistin Sharon Wei bildet er das Klavierquartett Ensemble Made in Canada.

## Weblink
- Website von Trey Lee